# Arganda del Rey (stacja metra)
Arganda del Rey – stacja końcowa metra w Madrycie, na linii 9. Znajduje się w Arganda del Rey i zlokalizowana jest za stacją La Poveda. Została otwarta 7 kwietnia 1999.